# Megáli Géfyra (Piérie)
Megáli Géfyra, en grec moderne : Μεγάλη Γέφυρα, est un village du dème de Pýdna-Kolindrós, de Macédoine-Centrale en Grèce.
Selon le recensement de 2011, la population du village s'élève à 192 habitants.